# Maison de Sternberg

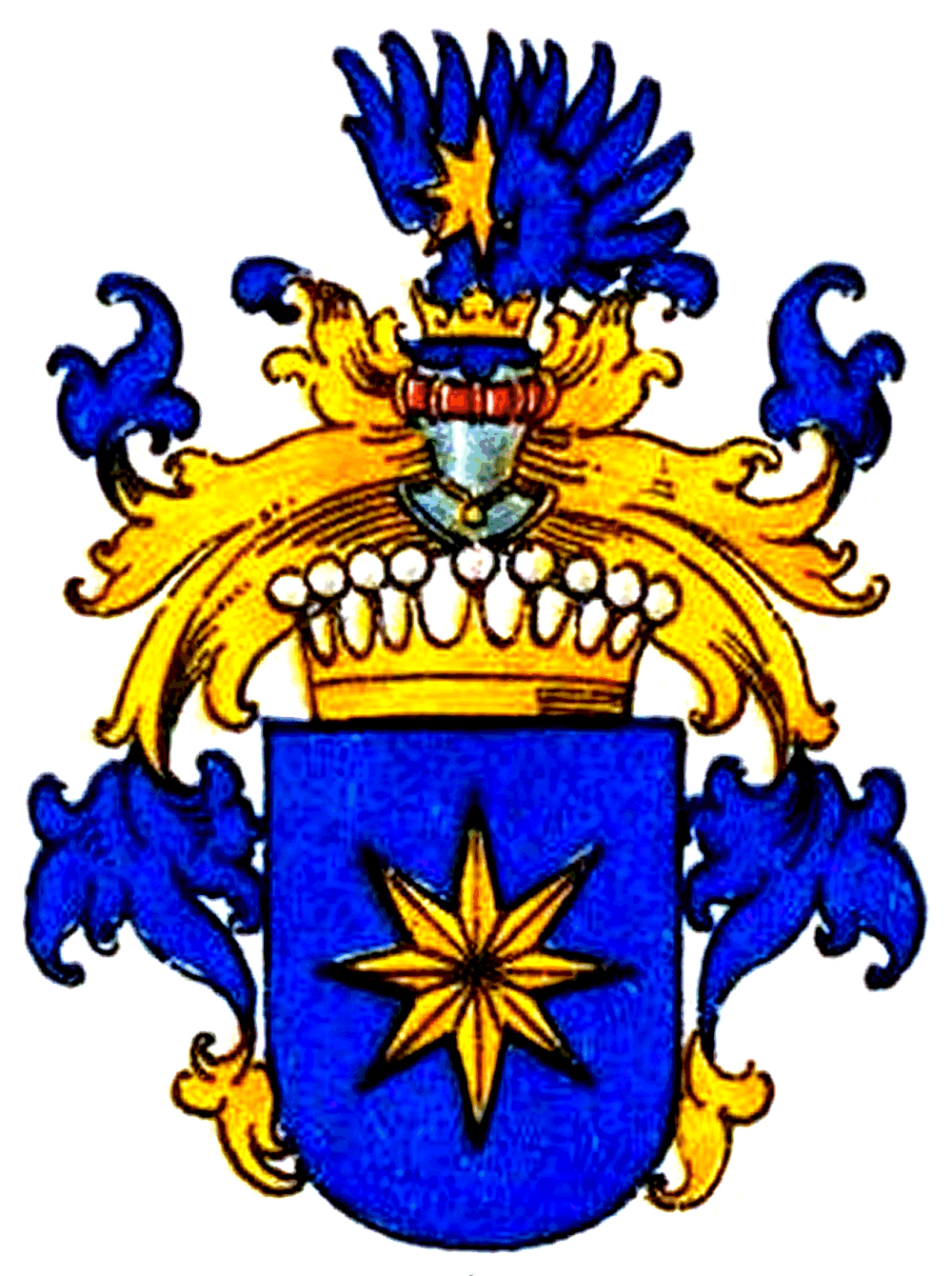
Armes des comtes de Sternberg

La maison de Sternberg constitue l'une des plus anciennes familles nobles de Bohême. Les seigneurs, plus tard comtes impériaux de Sternberg (tchèque Šternberkové ou ze Šternberku, allemand von Sternberg) apparaissent pour la première fois dans un document en 1167. Le château de Český Šternberk, mentionné vers 1242, est le siège principal de la maison à ce jour. Les Sternberg appartenaient à la noblesse de Bohème et étaient représentés à la diète du royaume de Bohême. Ils étaient l'une des familles les plus puissantes du royaume de Bohême et du margraviat de Moravie.
Leurs descendants furent élevés au titre de comtes impériaux le 24 décembre 1661 et au titre de comtes de Bohême le 26 juillet 1662, et reçurent le statut de seigneurie en Moravie le 30 janvier 1736. Par héritage, le comté impérial de Manderscheid dans l'Eifel tomba aux mains des comtes de Sternberg en 1780 dont la lignée Sternberg-Manderscheid appartenait alors à la haute noblesse de l'Ancien Empire: Elle perdit cette propriété sous l'occupation française en 1794 et s'éteignit en 1835. La ligne de Bohème existe toujours aujourd'hui.

## Histoire
Le premier membre de cette famille dont le nom soit documenté en 1167 est Zdeslav z Divišov († 1176) , burgrave à Kouřim et Žatec, l'un des conseillers du duc de Bohême Soběslav II. Il est appelé fils d'un Diviš de Divišov (Diviš z Divišova), décédé après 1130. Le neveu de Zdeslav, Bohuta z Divišova, fut gouverneur de Bílina de 1183 à 1207. Le petit-fils de Zdeslav a également occupé des postes plus élevés : Diviš III fut de 1220 à 1225 burgrave de Prácheň (de) et grand maréchal de Bohême.

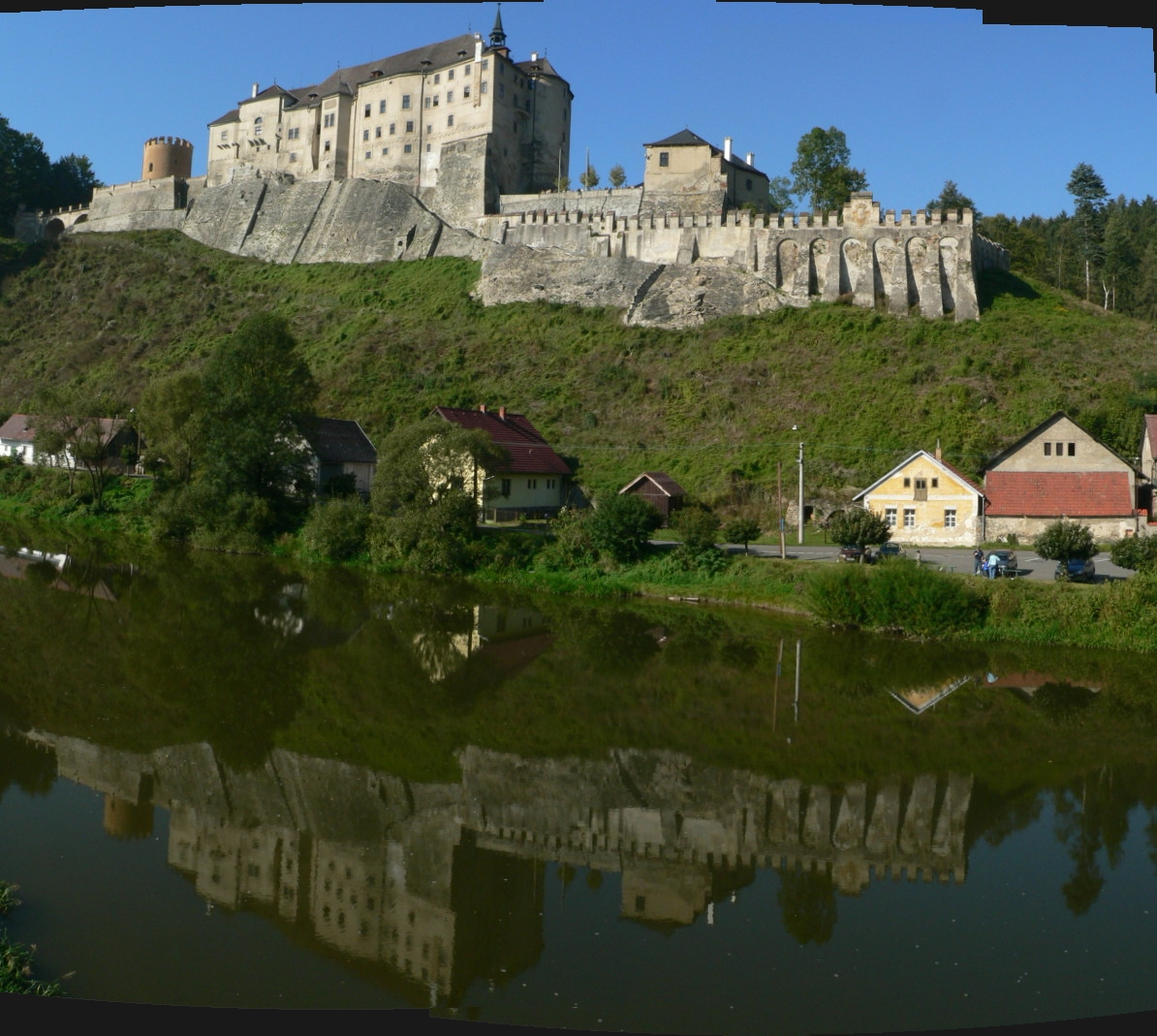
Château de Český Šternberk

Un autre petit-fils, Zdeslav II († 1265), devint chambellan royal de Bohême et échanson; À partir de 1241 environ, il construisit le château de Český Šternberk, à environ 50 km au sud-est de Prague dans la vallée de la Sázava, qu'il nomma d'après ses armoiries, une étoile à huit branches; Il se nomma lui-même d'après elles, Zdeslav von Sternberg (Zdeslav ze Šternberka). Il épousa une Wettin de la maison des margraves de Meissen. En 1253, il participa à la défense d'Olomouc contre les Coumans, pour laquelle le roi Ottokar II Přemysl le récompensa en 1253 avec des terres au nord d'Olomouc. Là, il fit construire le château de Šternberk (cs), mentionné pour la première fois en 1269 et qui devint plus tard le siège de la lignée morave, qui expira dans la lignée masculine en 1574. Le roi lui confia également la fonction d'échanson (écuyer de cuisine) du margraviat de Moravie (dapifer Moraviae).
Les membres de la famille aristocratique de Sternberg ont occupé d'importantes fonctions d'État dans le royaume de Bohême à partir du XIIIe siècle et sont devenus d'importants mécènes et érudits. Ils ont eu une influence décisive sur le développement culturel de la Bohême. Albert ze Šternberka (de) (environ 1333 à 1380) de la lignée morave devint en tant que chanoine d'Olomouc l'un des conseillers du roi de Bohême (et plus tard empereur) Charles IV. Il reçut en récompense l'évêché de Schwerin et de Litomyšl et obtint sa nomination comme archevêque de Magdebourg en 1368. Il compte parmi les premiers humanistes importants.

## Propriétés en Bohême et en Moravie
La famille est mentionnée pour lea première fois en 1167 avec Diviš de Divišov, qui appartint plus tard aux Sternberg de Bohème.
Parmi les biens les plus importants en possession des Sternberg se trouvaient:
- le château de Český Šternberk, construit vers 1241 près de Divišov, propriété de la famille jusqu'en 1712, racheté en 1841, dont ils sont expropriés en 1948, et qui leur est restitué en 1991.
- le château de Šternberk, en Moravie, construit au XIIIe siècle, légué à Peter von Krawarn en 1397.
- le château de Štamberk (Moravie), construit vers 1280
- le château de Konopiště avec Benešov, de 1327 au XVIIe siècle (en tant qu'héritiers des seigneurs de Benešov)
- le château de Zelená Hora (en), de 1464 à 1528

- le château de Bechyně (de), de 1477 à 1530

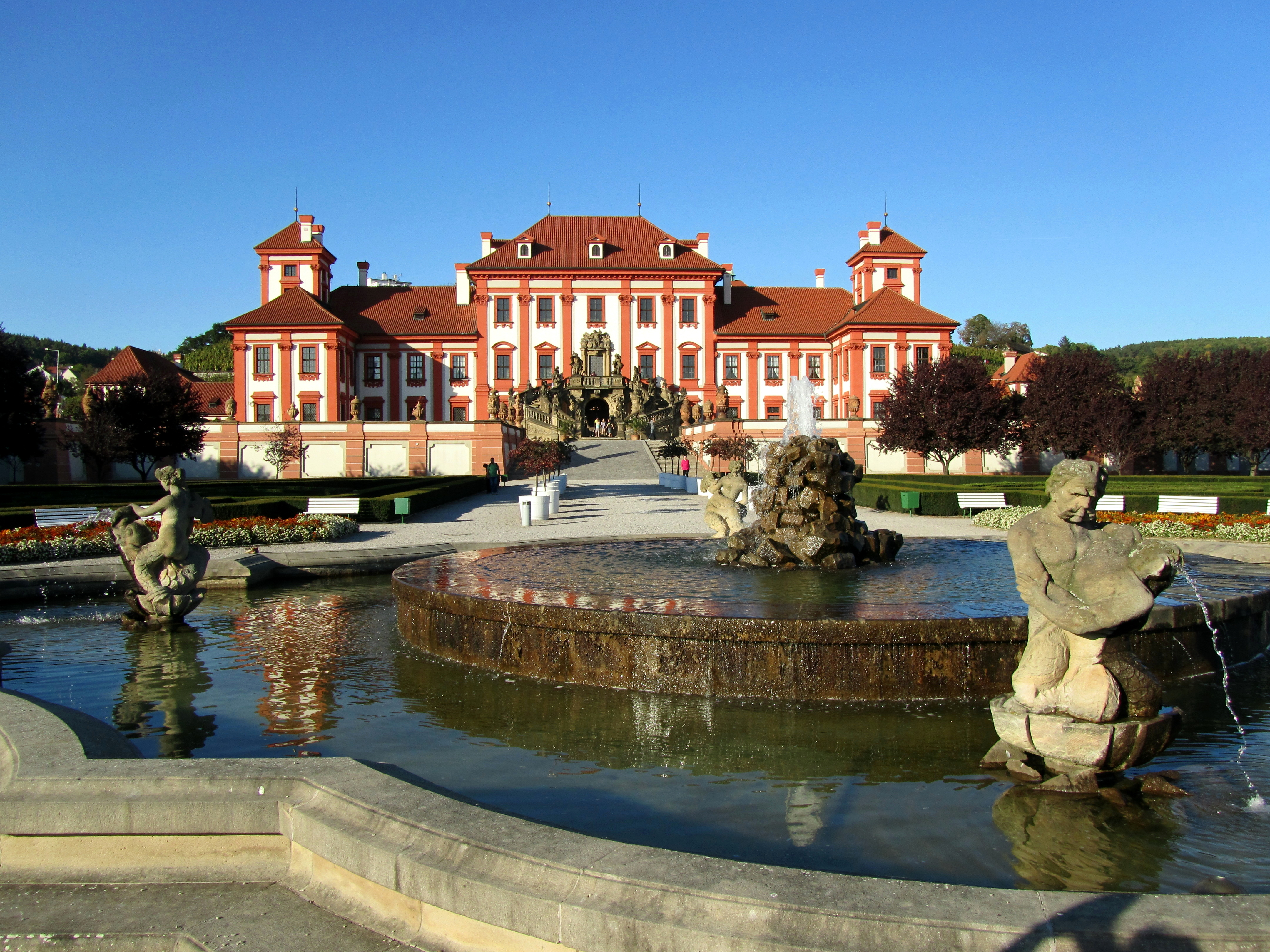
Château de Troja

- le château de Zásmuky, de 1637 à 1948 et de 1992 à aujourd'hui
- le château de Častolovice (de), de 1694 à 1948 et de 1993 à nos jours
- le château de Jemniště (de), de 1868 à 1948 et de 1995 à nos jours
- le château de Troja, construit dans les années 1679-1691 au nord-ouest de Prague.

## Membres notables
- Heinrich von Sternberg, prince-évêque de Bamberg de 1324 à 1328.
- Kaspar Maria von Sternberg, naturaliste, considérés comme l'un des pères de la paléobotanique.
- Zdeněk Sternberg (1923-2021)[1] chef de famille, propriétaire du château de Český Šternberk et du château de Březina en Bohême occidentale. Zdeněk Sternberg était marié à Elisabeth Sternberg, née Hruby von Gelenj.
- Léopoldine von Sternberg, princesse consort de et du Liechtenstein.